# Zittau (Wisconsin)
Zittau ist eine Siedlung auf gemeindefreiem Gebiet im Winnebago County im US-amerikanischen Bundesstaat Wisconsin. Der Ort ist Bestandteil der Town of Wolf River.

## Geografie
Zittau liegt im Osten Wisconsins, rund 3 km östlich des Wolf River, einem Nebenfluss des in den Michigansee mündenden Fox River. Die geografischen Koordinaten von Zittau sind 44°13′00″ nördlicher Breite und 88°47′10″ westlicher Länge.

## Geschichte
1853 wurde die Landfläche in der Nähe des Wolf River besiedelt. Hier ließen sich vor allem deutsche Familien nieder. Begründet wurde die Ansiedlung von Benjamin Metzig aus Oppelsdorf bei Zittau, welcher als 31-Jähriger mit seiner Frau und seinen zwei Söhnen im Jahr 1854 hier ankam. Bereits 1855 ließen sich weitere vier deutsche Familien hier nieder. 
1854 kaufte Benjamin Metzig 200 Acre Waldland als Sektion 12 und 13 von der Regierung der Vereinigten Staaten. Es entstanden die ersten Häuser aus Holzstämmen. Man baute Getreide und Kartoffeln an und trieb Viehzucht. Einige der Siedler arbeiteten in Clayton oder Vinland, um Geld zur Ernährung ihrer Familien zu verdienen.
Zusammen mit seiner Frau Johanna stellte Benjamin Metzig ein Achtel seiner erworbenen Fläche für den Bau eines Schulgebäudes zur Verfügung. 1859 wurde für eine erste Schule eine Holzbaracke errichtet, die jedoch 1888 einem neuen größeren Schulgebäude weichen musste. Zwischen 1928 und 1931 gab es eine Schulzeitung (Zittau School News). Die Schule wurde 1948 geschlossen. 
Eine erste lutherische Kirche, die von zwei Missionaren der Synode von Missouri begründet wurde, entstand bereits 1857. Das heutige Kirchgebäude erbaute man 1902, der dazugehörige Friedhof (Immanuel Cemetery) wurde zwischen 1920 und 1925 angelegt. Deutsch war die offizielle Sprache in der Schule und in der Kirche, obgleich im Dorf selbst vier deutsche Dialekte vorherrschend waren. Die Konfirmation wurde bis 1929 auf Deutsch abgehalten.
1880 eröffnete J. A. Becker den ersten Laden. Er richtete auch die erste Post ein, die er mit dem Namen „Zittau“ versah. Metzig selbst eröffnete kurze Zeit später eine Hufschmiede. 1892 entstand eine Käsefabrik. Nachdem dem Käsemacher nicht vertraut wurde und es immer wieder zu Reibereien kam, taten sich 13 Farmer zusammen und erbauten 1904 eine neue Käsefabrik, die Union Star cheese factory.
In den Karten taucht der Name Zittau erstmals 1909 auf, zuvor wurde diese Häuseransiedlung nur als „Metzig‘s corner“ bezeichnet. Der Ortsteil Putzig wurde später mit Zittau vereint.
1925, als auch die Elektrizität hier Einzug hielt, erreichte Zittau eine Einwohnerzahl von 187. 2005 hatte Zittau nur noch ca. 20 Einwohner.